# Cmentarz wojenny nr 42 – Sieklówka
Cmentarz wojenny nr 42 – Sieklówka – austriacki cmentarz z I wojny światowej, zaprojektowany przez Johanna Jägera, znajdujący się w gminie Kołaczyce we wsi Sieklówka.
Na cmentarzu pochowanych jest łącznie 32 żołnierzy poległych w dniach 20–28 grudnia 1914 roku:
- 19 Austriaków m.in. z IR 17, IR 27, IR 87,
- 13 Rosjan,
- 2 Niemców (poległych 8 maja 1915 roku).

Obiekt jest zachowany w bardzo dobrym stanie. Ma kształt prostokąta. Cmentarz został zrekonstruowany. Postawiono nowe krzyże zgodne z oryginałem. Krzyże mają wyjątkowy charakter, tworzą je dwa wyrzeźbione w drewnie miecze. Na cmentarzu znajduje się także kamienny pomnik zwieńczony drewnianym krzyżem.
Cmentarz jest obiektem Szlaku Frontu Wschodniego I Wojny Światowej na obszarze województwa podkarpackiego.

## Galeria

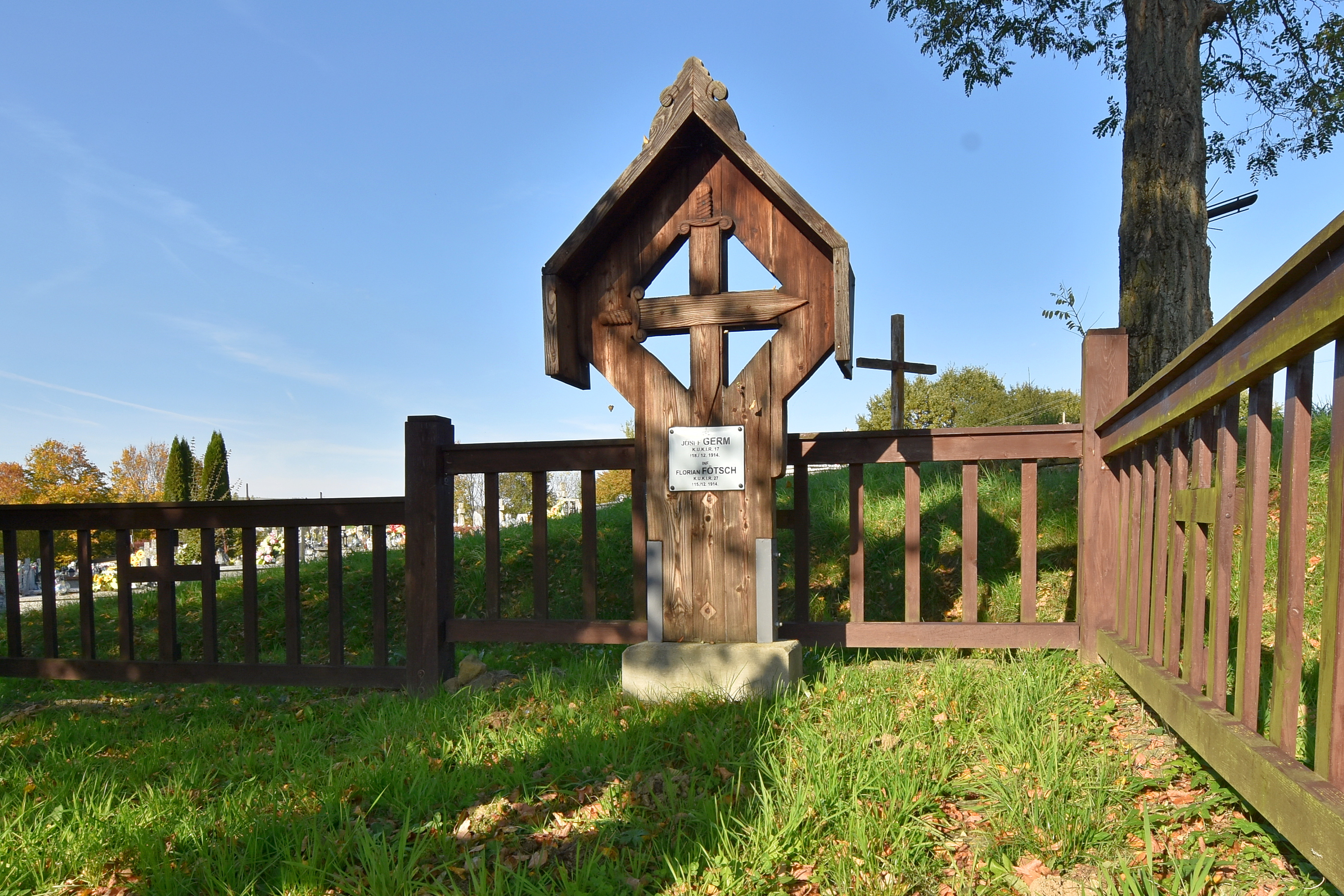
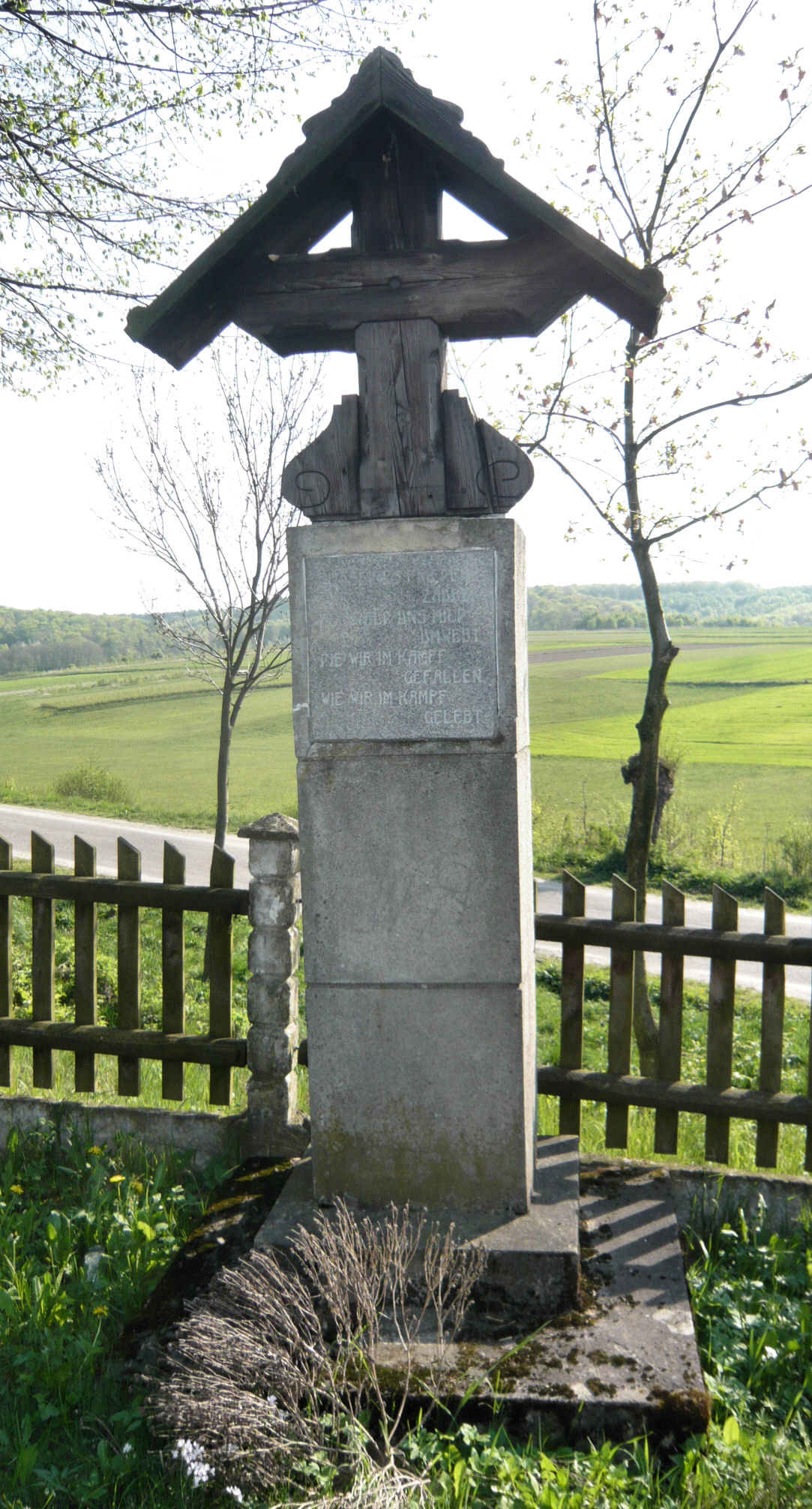
Pomnik z inskrypcją
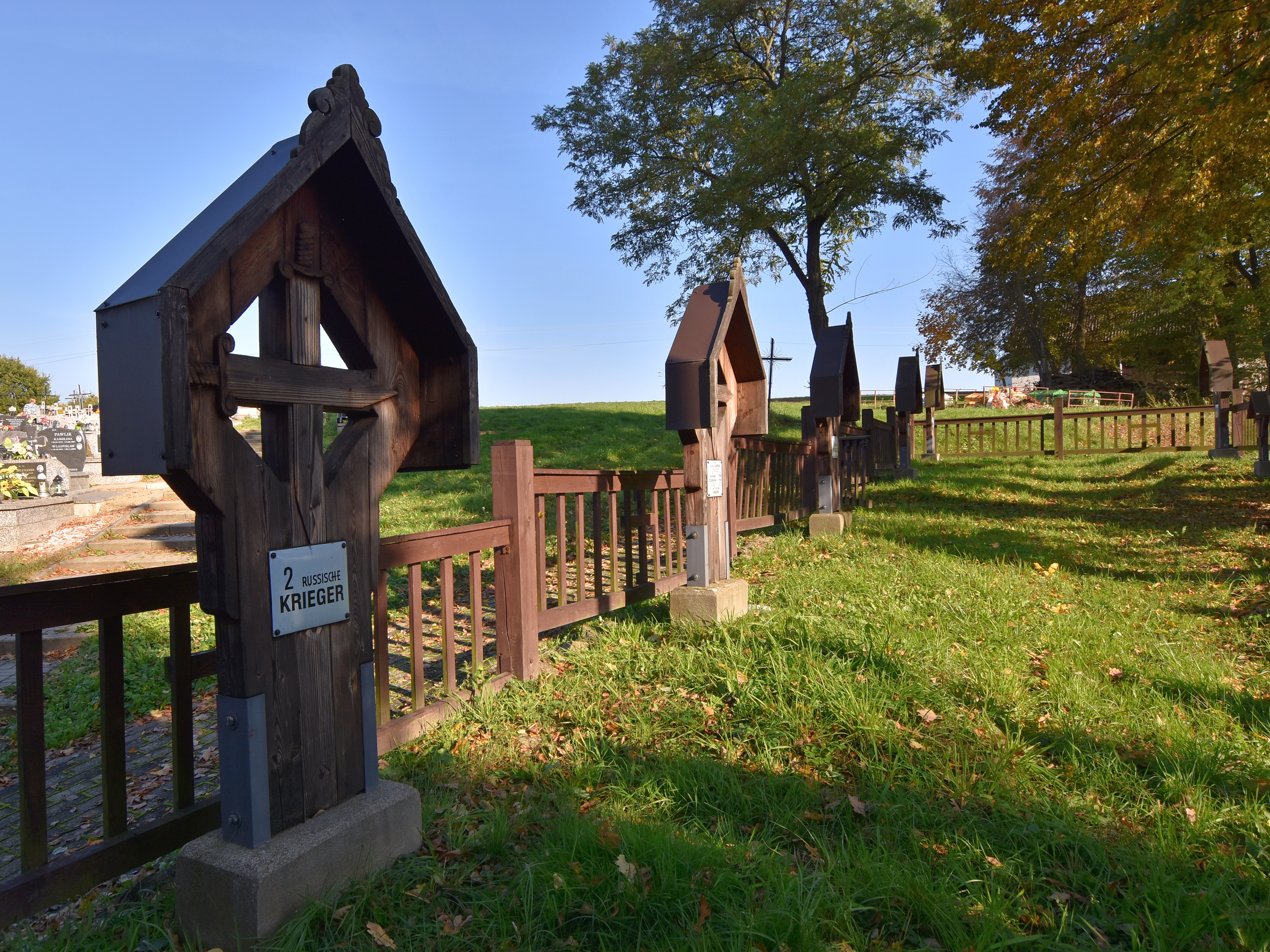